# ريتش أندرسون
ريتش أندرسون (بالإنجليزية: Rich Anderson)‏ هو سياسي أمريكي، ولد في 19 يوليو 1956. حزبياً، نشط في Republican Party of Iowa ‏ والحزب الجمهوري. وقد انتخب عضو مجلس نواب ولاية ايوا.